# Kristóf Baráti
Kristóf Baráti (ur. 17 maja 1979 w Budapeszcie) – węgierski skrzypek.

## Życiorys
Urodził się w rodzinie węgierskich muzyków, ale większą część młodości spędził w Wenezueli, gdzie rozwijał swoją karierę muzyczną, m.in. występując z lokalnymi orkiestrami symfonicznymi. Powrócił na Węgry, by studiować na Uniwersytecie Muzycznym im. Ferenca Liszta. 

## Współpraca
Współpracował m.in. z Royal Philharmonic Orchestra (Londyn), London Philharmonic Orchestra, Deutsches Symphonie-Orchester (Berlin), NHK Symphony (Tokio) oraz z takimi dyrygentami jak: Walerij Giergijew, Kurt Masur, Charles Dutoit, czy Władimir Jurowski. Regularnie koncertuje z takimi muzykami jak: Daniił Trifonow, Richard Goode, Mischa Maisky, Kim Kashkashian, Jurij Baszmiet. Jego dyskografia to m.in. koncerty Wolfganga Amadeusza Mozarta, Niccolò Paganiniego i Ericha Wolfganga Korngolda. 

## Nagrody
W 1997 zdobył III nagrodę na Konkursie Królowej Elżbiety w Brukseli. 